# Dorfkirche Elbeu

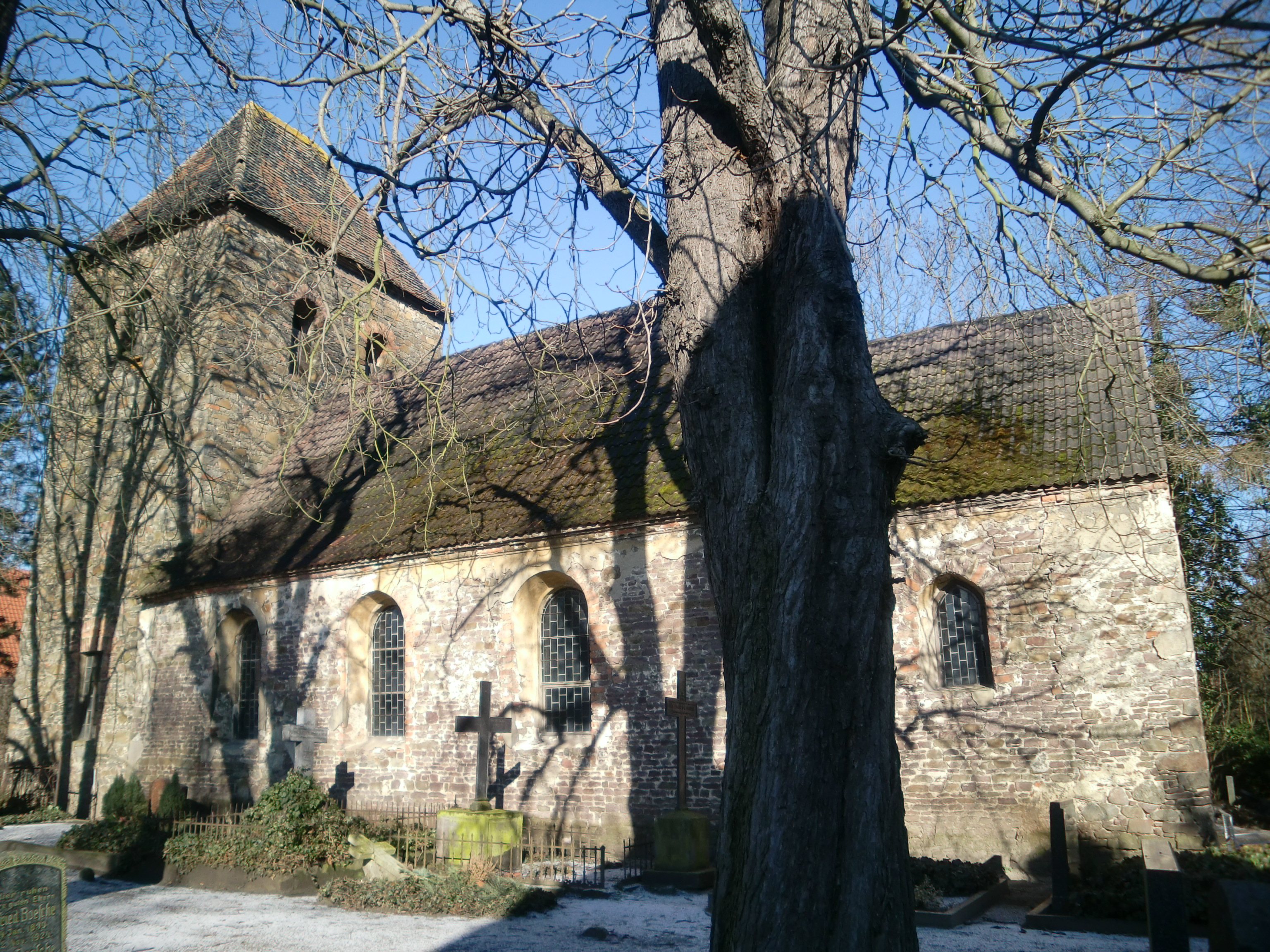
Dorfkirche Elbeu

Die Dorfkirche Elbeu ist die evangelische Kirche des zur Stadt Wolmirstedt gehörenden Dorfes Elbeu in Sachsen-Anhalt.

## Architektur und Geschichte
Die Kirche ist romanischen Ursprungs, wurde jedoch nach einer über dem westlichen Eingang angebrachten Inschrift im Jahr 1758 im Stil des Barock umgebaut. An der nördlichen Wand ist noch ein vermauertes Rundbogenportal aus der Zeit der Romanik zu erkennen. Das Kirchenschiff ist aus Bruchsteinen errichtet. Westlich des Schiffs steht der Kirchturm, der von einem stumpfen Walmdach bekrönt wird.
Bekanntere Pfarrer der Kirche waren der ab 1842 hier tätige Pädagoge Christian Wilhelm Harnisch und der von 1871 bis 1882 tätige Theologe Leopold Schultze.
Eine Renovierung der Kirche fand 1989/90 und 2011 statt.

## Ausstattung
Der Innenraum des Kirchenschiffs ist durch eine auf der Voute ruhenden Holztonnendecke überspannt. Zum rechteckigen, flach gedeckten Chor hin führt ein romanischer Triumphbogen. An der Westseite des Kirchenschiffs befindet sich eine Empore.
Die schlicht gestaltete Kanzel stammt aus dem letzten Drittel des 17. Jahrhunderts. Der im Stil des Klassizismus gestaltete Taufständer entstand etwa um 1840. Jüngeren Datums ist der neoromanische Orgelprospekt, der aus dem letzten Viertel des 19. Jahrhunderts datiert. Erwähnenswert sind die historischen Grabsteine der Pastoren Johann Otto Barlemann, verstorben 1671, Christoff Heinrich Hoffmann, verstorben 1684 und Friedrich Haltmeuer, verstorben 1697. Alle drei Grabsteine tragen in einem ovalen Kranz eine Inschrift und werden vom Familienwappen und Weinlaub bekrönt.
In der Kirche befindet sich eine von Christian See 1725 geschaffene Bronzeglocke.